# Ron Atkinson
Ronald Franklin "Ron" Atkinson, (Liverpool, Inglaterra, 18 de marzo de 1939) es un exjugador y entrenador de fútbol inglés. En España entrenó al Atlético de Madrid en la temporada 1988/89.
Atkinson se desempeñó también como comentarista de televisión en la cadena británica ITV durante décadas, hasta que fue despedido en 2004 por un comentario racista.

## Trayectoria

### Jugador
Atkinson inició sus pasos en el Aston Villa a los diecisiete años, pero nunca llegó a jugar en el primer equipo, siendo traspasado al Oxford United (entonces llamado Headington United), club al que se incorporó en 1959 y en el que desarrolló toda su carrera. Jugó más de 500 partidos y marcó once goles.

### Entrenador
| Club                           | País       | Año         |
| ------------------------------ | ---------- | ----------- |
| Kettering Town                 | Inglaterra | 1971 - 1974 |
| Cambridge United               | Inglaterra | 1974 - 1978 |
| West Bromwich Albion           | Inglaterra | 1978 - 1981 |
| Manchester United              | Inglaterra | 1981 - 1986 |
| West Bromwich Albion           | Inglaterra | 1987 - 1988 |
| Atlético de Madrid             | España     | 1988 - 1989 |
| Sheffield Wednesday            | Inglaterra | 1989 - 1991 |
| Aston Villa                    | Inglaterra | 1991 - 1994 |
| Coventry City                  | Inglaterra | 1995 - 1996 |
| Sheffield Wednesday            | Inglaterra | 1997 - 1998 |
| Nottingham Forest              | Inglaterra | 1999        |
| Peterborough United (Interino) | Inglaterra | 2006        |

## Títulos
Como entrenador, y al margen de títulos de categorías inferiores, ganó la Community Shield (entonces Charity Shield) en 1983 y la FA Cup en 1983 y 1985. Todos ellos al frente del Manchester United. También , campeón en la Copa de la Liga de 1991 con el Sheffield Wednesday y en el año 1994 con el Aston Villa.
- Datos: Q344875
- Multimedia: Ron Atkinson / Q344875